# Janet Birkmyre
Janet Susan Birkmyre (Worcester, 10 augustus 1966) is een wielrenner uit het Verenigd Koninkrijk.
In 2005, 2006, 2007 en 2008 werd Birkmyre nationaal kampioen op de baan op het onderdeel omnium.
In 2016 werd Birkmyre wereldkampioene bij de masters op het onderdeel scratch.